# Стадіон Куто Перейра
Стадіон Майора Антоніо Куто Перейра (порт. Estádio Major Antônio Couto Pereira), відомий просто як Куто Перейра — бразильський футбольний стадіон, власник клуб «Куритиба». Розташований у районі Альто-да-Глорія, у Куритиба, столиці штату Парана. Вболівальники лагідно називають його Куто (порт. Couto) або Альто-да-Глорія (порт. Alto da Glória). Стадіон відкрито 15 листопада 1932 року під час футбольного матчу між «Куритибою» та «Америка-РЖ», в якому господарі перемогли з рахунком 4:2.

## Назва
Стадіон Майора Антоніо Куто Перейра, відоміший як Куто Перейра, був названий на честь майора Антоніо Куто Перейра, колишнього президента Корітіби. Зміна назви стадіону, спочатку званого Стадіон Белфорт Дуарте, відбулася в 1977 році, через рік після смерті Антоніо Куто Перейра.
Перший термін президентства майора Куто Перейра (1928-1934) був ознаменований історичною подією: будівництвом власного стадіону Корітіби. У 1928 році він придбав земельну ділянку в Альто-да-Глорія для будівництва стадіону, який був відкритий в 1932 році.
Стадіон було відкрито в 1932 році під назвою Стадіон Белфорт Дуарте, на честь одного з засновників Атлетичної асоціації Маккензі Коледж, першого футбольного клубу, створеного бразильцями в 1895 році. Белфорт Дуарте, піонер спорту в країні, відіграв важливу роль у впровадженні та популяризації футболу в Бразилії.
На знак визнання його відданості та важливості для Корітіби, назву стадіону було змінено на Стадіон Майора Антоніо Куто Перейра в 1977 році. Це вшанування увічнило спадщину майора Куто Перейра, який помер 12 листопада 1976 року у віці 80 років.